# Joškov Kamen
Joškov Kamen (makedonska: Јошков Камен) är ett berg i Nordmakedonien. Det ligger i den västra delen av landet, 60 kilometer sydväst om huvudstaden Skopje. Toppen på Joškov Kamen är 1 917 meter över havet, eller 375 meter över den omgivande terrängen. Bredden vid basen är 11,4 km.
Terrängen runt Joškov Kamen är bergig österut, men västerut är den kuperad.Närmaste större samhälle är Kičevo, 13,3 kilometer väster om Joškov Kamen. 
I omgivningarna runt Joškov Kamen växer i huvudsak lövfällande lövskog. Runt Joškov Kamen är det glesbefolkat, med 14 invånare per kvadratkilometer.